# Réda Sayah
Réda Sayah (Arabisch: رضا بن سعيد الصياح; Ouargla, 19 juni 1989) is een Algerijns voetballer die bij voorkeur als aanvaller speelt. Hij verruilde in januari 2015 MO Béjaïa voor USM Blida.